# Владимиров, Климентий Владимирович
Климентий (Клементий) Владимирович Владимиров (1940—2016) — советский и российский художник, график, педагог.
Член Союза художников СССР с 1977 года. Заслуженный художник Чувашской АССР (1985), народный художник Чувашской Республики (2003).

## Биография
Родился 14 марта 1940 года в деревне Нимичкасы Красноармейского района Чувашский АССР.
После окончания школы в течение четырёх лет служил в Советской армии подводником на Тихоокеанском флоте.
В 1970 году окончил художественно-графический факультет Чувашского государственного педагогического института.
По окончании вуза в 1970—1972 годах работал учителем Албахтинской восьмилетней школы Красноармейского района, в 1973—1975 годах — преподаватель кафедры изобразительных искусств Чувашского государственного педагогического института. Затем работал в Чебоксарах преподавателем Детской художественной школы № 2 в 1979—1985 годах и Детской художественной школы № 5 в 1985—2004 годах. Одновременно в 1980—1981 годах Климентий Владимирович был ответственным секретарём правления Союза художников Чувашской АССР.
С 2000 года К. В. Владимиров работал в Чебоксарах заведующим кафедрой дизайна Университета Поволжья (ныне Межнациональный гуманитарно-технический институт). В 2001—2002 годы преподавал основы дизайна, рисунка и живописи в среднем специальном заведении по дизайну «Академия» (АНО СПО «Колледж-Академия»). В последующие годы и до конца жизни работал в мастерской Художественного фонда Союза художников Чувашской Республики.
Климентий Владимиров с 1972 года участвует во всесоюзных, всероссийских, зональных и республиканских выставках. Его персональные выставки состоялись в Чебоксарах в 1974, 1980, 1990, 2000, 2005 и 2010 годах. С 1993 года он участвовал в выставках Союза Художников Чувашии.
Умер 7 января 2016 года в Чебоксарах.